# Eloïse
Eloïse és una pel·lícula catalana de l'any 2009 dirigida per Jesús Garay i interpretada per Diana Gómez (Salvador) i Ariadna Cabrol (El cor de la ciutat). Ens explica, en flashback, la història d'amor que ha viscut una adolescent i la confrontació amb el seu entorn.

## Argument
Àsia, una noia de 18 anys, està hospitalitzada; l'assisteixen la seva mare i també les seves amistats.
Tornem enrere en el temps, i està a l'institut amb les seves amigues Erika i Norah, on coneix en Nat (el noi amb qui acaba sortint), i una noia enigmàtica, l'Eloïse. Un any després, l'Àsia respon un anunci per fer de model per a una estudiant de Belles Arts, que resulta ser l'Eloïse.
Del retrobament i la col·laboració en sorgeix el descobriment de noves sensacions i una estreta relació, que desemboca en enamorament. L'Àsia està feta un embolic, però finalment descobreix que allò que realment vol és estar amb l'Eloïse. Les noies s'estimen, però la mare de l'Àsia (una dona dominant) no hi està d'acord i està determinada a posar fi a la seva història d'amor.
Però les coses no surten com estaven previstes, i l'Àsia té un accident de cotxe.

## Repartiment
- Diana Gómez: Àsia
- Ariadna Cabrol: Eloïse
- Laura Conejero: mare d'Àsia
- Bernat Saumell: Nathaniel
- Carolina Montoya: Erika
- Miranda Makaroff: Norah
- Núria Hosta: Asun
- Eduard Farelo: pare d'Àsia
- Jaume Madaula: Rubèn
- Chus Leiva: Infermera
- Carles Sales: avi d'Àsia (no surt als crèdits)

## Localitzacions
La pel·lícula va ser rodada a les localitats catalanes de: Barcelona, Badalona, Terrassa, Sant Cugat del Vallès i Tiana.